# Tammy Abraham
Kevin Oghenetega Tamaraebi „Tammy“ Bakumo-Abraham (* 2. Oktober 1997 in London) ist ein englischer Fußballspieler, der bei der AS Rom unter Vertrag steht und aktuell an Beşiktaş Istanbul ausgeliehen ist.

## Karriere

### Im Verein
Abraham wechselte 2004 in die Jugendabteilung des FC Chelsea und durchlief fortan sämtliche Jugendmannschaften. Mit der U19 gewann er in den Spielzeiten 2014/15 (7 Spiele/4 Tore) und 2015/16 (9/8) die UEFA Youth League. Bereits in der zweiten Hälfte der Saison 2014/15 kam Abraham zu 11 Einsätzen in der U21, in denen er 4 Tore erzielte. In der Saison 2015/16 gehörte er fest zum Kader der U21, für die er in 18 Spielen 9 Tore erzielte. Im Mai 2016 debütierte Abraham unter dem Cheftrainer Guus Hiddink bei einem 1:1-Unentschieden gegen den FC Liverpool als Einwechselspieler in der Premier League. Es folgte ein weiterer Einsatz am letzten Spieltag.
Im August 2016 wechselte Abraham bis zum Ende der Saison 2016/17 auf Leihbasis zum Zweitligisten Bristol City. Dort etablierte er sich als Stammspieler und kam in 41 Ligaspielen (40-mal von Beginn) zum Einsatz und erzielte 23 Tore, womit er hinter Chris Wood (27) von Leeds United zweitbester Torschütze wurde.
Zur Saison 2017/18 verlängerte Abraham seinen Vertrag bis zum 30. Juni 2022 und wechselte für ein Jahr auf Leihbasis zum Ligakonkurrenten Swansea City. In Swansea konnte er sich nicht als Stammspieler durchsetzen und erzielte in 31 Ligaspielen (15-mal von Beginn) 5 Tore.
Zur Sommervorbereitung 2018 kehrte Abraham zunächst zum FC Chelsea zurück und kam Ende August zu einem Einsatz in der U23. Am 31. August wechselte er bis zum Ende der Saison 2018/19 für ein Jahr auf Leihbasis zum Zweitligisten Aston Villa. Dort etablierte er sich wieder als Stammspieler. In 37 Ligaspielen, in denen er stets in der Startelf stand, erzielte er 25 Tore, womit er hinter Teemu Pukki (29) von Norwich City zweitbester Torschütze wurde. Mit seinem Team belegte er den 5. Platz, der zu den Play-offs um den Aufstieg berechtigte. In 3 Spielen (alle von Beginn) erzielte er ein Tor im Halbfinal-Hinspiel gegen West Bromwich Albion. Im Finale konnte Aston Villa gegen Derby County den Aufstieg klarmachen.
Zur Saison 2019/20 kehrte Abraham zum FC Chelsea zurück, der aufgrund einer Transfersperre keine neuen Spieler verpflichten durfte. Unter dem neuen Cheftrainer Frank Lampard etablierte er sich als Stammkraft und erzielte in 34 Ligaspielen (25-mal von Beginn) 15 Tore, womit er vor Willian und Christian Pulisic (je 9) der beste Torschütze seiner Mannschaft wurde.
Im Sommer 2021 wechselte Abraham für 40 Millionen Euro zur AS Rom in die Serie A, was ihn zum zweitteuersten Neuzugang in der Vereinsgeschichte machte.
Ende August 2024 wechselte Abraham leihweise für die restliche Spielzeit 2024/25 zur AC Mailand. Im Gegenzug wechselte Alexis Saelemaekers ebenfalls per Leihe für ein Jahr nach Rom. Bereits einen Tag nach seinem Transfer debütierte er im Ligaspiel gegen Lazio Rom und erzielte nur zwei Wochen später gegen den FC Venedig sein erstes Tor für die Mailänder. Insgesamt kam er in Mailand regelmäßig zum Einsatz, allerdings meist von der Auswechselbank als Ersatz für die Stürmer Álvaro Morata und Santiago Giménez. Anfang Januar 2025 schoss Abraham im Finale des italienischen Superpokals den entscheidenden Treffer zum 3:2-Sieg gegen den Stadtrivalen Inter Mailand. Außerdem wurde er mit vier Treffern Torschützenkönig des italienischen Pokals, in dem Milan das Finale erreichte, dort jedoch dem FC Bologna mit 0:1 unterlag.
Zur Saison 2025/26 folgte für Abraham die Leihe mit anschließender Kaufpflicht in die Türkei zu Beşiktaş Istanbul.

### In der Nationalmannschaft
Mitte September 2014 debütierte Abraham als 16-Jähriger bei der U-18-Elf von England, mit der er im folgenden Jahr einige Freundschaftsspiele bestritt. Denn fast genau ein Jahr später folgte seine erste Nominierung für die U-19-Nationalmannschaft, mit der er unter anderem an der U-19-Fußball-Europameisterschaft 2016 teilnahm und dort das Halbfinale erreichte. Bis zu seinem letzten Einsatz im Juli 2016 erzielte er in 14 Spielen für das Team fünf Tore. Bereits wenige Monate später, Anfang Oktober 2016, folgte sein erster Einsatz bei der U-21-Auswahl, der er bis 2019 angehörte. In dieser Zeit nahm er an den U21-Europameisterschaften 2017 und 2019 teil und bestritt insgesamt 26 Spiele bei neun erzielten Treffern. Zwischenzeitlich hatte er ei einem Freundschaftsspiel gegen Deutschland am 10. November 2017 erstmals in der englischen A-Nationalmannschaft gespielt, für die er neben einem weiteren Freundschaftsspiel wenige Tage später erst wieder Ende 2019 in der EM-Qualifikation zum Einsatz kam.

## Erfolge
FC Chelsea
- UEFA Champions League: 2021
- UEFA Super Cup: 2021
- UEFA Youth League: 2015, 2016

Aston Villa
- Aufstieg in die Premier League: 2019

AS Rom
- UEFA Europa Conference League: 2022

AC Mailand
- Italienischer Superpokal: 2024

Individuell
- Torschützenkönig der Coppa Italia: 2024/25 (4 Tore)